# Bolt (colonna sonora)
Bolt, anche noto come Bolt OST (Bolt Original SoundTrack), è un album musicale contenente la colonna sonora del film Disney Bolt - Un eroe a quattro zampe. Negli Stati Uniti l'album è stato pubblicato il 25 novembre 2008.

## Tracce
L'album contiene 19 tracce, tra cui due canzoni originali: I thought I lost you, scritta da Miley Cyrus e Jeffrey Steele, e interpretata da Miley stessa e da John Travolta, e Barking at the moon, scritta e interpretata da Jenny Lewis. Le altre musiche sono state scritte da John Powell.
1. I thought I lost you – 3:36 (testo: Miley Cyrus – musica: Miley Cyrus, Jeffrey Steele)
2. Barking at the Moon – 3:18 (Jenny Lewis)
3. Meet Bolt – 1:49 (musica: John Powell)
4. Bolt Transforms – 1:00 (musica: John Powell)
5. Scooter Chase – 2:29 (musica: John Powell)
6. New York – 1:44 (musica: John Powell)
7. Meet Mittens – 1:25 (musica: John Powell)
8. The RV Park – 2:14 (musica: John Powell)
9. A Fast Train – 2:38 (musica: John Powell)
10. Where were you on St. Rhino's Day? – 1:58 (musica: John Powell)
11. Sing-along Rhino – 0:42 (musica: John Powell)
12. Saving Mittens – 1:02 (musica: John Powell)
13. House on wheels – 3:07 (John Powell)
14. Las Vegas – 2:01 (musica: John Powell)
15. A Friend in Need – 1:13 (musica: John Powell)
16. Rescuing Penny – 3:09 (musica: John Powell)
17. A Real Live Superbark – 0:46 (musica: John Powell)
18. Unbelievable TV – 1:20 (musica: John Powell)
19. Home at Last / Barking at the moon (reprise) – 1:29 (musica: John Powell)

Durata totale: 37:00

## PromoScore
Oltre all'album messo in commercio, ne fu realizzato un altro per la valutazione da parte della giuria del Premio Oscar per la miglior colonna sonora. Quest'ultimo contiene 25 brani, ma mancano le due canzoni originali (non accettate dalla giuria per la valutazione). Tuttavia, l'album non ricevette alcuna nomination agli Oscar, mentre I thought I lost you ricevette una nomination per il Golden Globe come miglior canzone originale. Anche in questo caso, però, il premio fu assegnato ad un altro film (The Wrestler).